# Racing Club de Montevideo
Il Racing Club de Montevideo è una società calcistica di Montevideo, in Uruguay.

## Giocatori

### Vincitori di titoli
Campioni del mondo
- Santos Iriarte (Uruguay 1930)

## Palmarès

### Competizioni nazionali
- Segunda División Profesional de Uruguay: 6

1955, 1958, 1974, 1989, 2007-2008, 2022
- Divisional Intermedia de Fútbol de Uruguay: 3

1923, 1929, 1930

### Altri piazzamenti
- Campionato uruguaiano:

Secondo posto: Apertura 2014
Terzo posto: 1959, Clausura 2023
- Segunda División Profesional de Uruguay:

Secondo posto: 1996
Terzo posto: 1999

### Rosa 2023
| N. |                    | Ruolo | Calciatore       |
| -- | ------------------ | ----- | ---------------- |
| 2  | Uruguay (bandiera) | D     | Rodrigo Brasesco |
| 3  | Uruguay (bandiera) | D     | Francisco Ibáñez |
| 4  | Uruguay (bandiera) | D     | Gonzalo Aguilar  |
| 7  | Uruguay (bandiera) | C     | Ányelo Rodríguez |
| 11 | Uruguay (bandiera) | A     | Liber Quiñones   |
| 16 | Uruguay (bandiera) | D     | Gonzalo Sena     |
| 18 | Uruguay (bandiera) | C     | Gustavo Da Silva |
| 20 | Uruguay (bandiera) | A     | Lucas Ortíz      |
| 21 | Uruguay (bandiera) | D     | Martín Díaz      |
| 23 | Uruguay (bandiera) | A     | Axel Pérez       |

| N. |                      | Ruolo | Calciatore          |
| -- | -------------------- | ----- | ------------------- |
| 25 | Uruguay (bandiera)   | P     | Camilo Rodríguez    |
| 27 | Argentina (bandiera) | A     | Tomás Verón         |
| 28 | Uruguay (bandiera)   | D     | Norman Rodríguez    |
| 29 | Uruguay (bandiera)   | A     | Alexander Hernández |
|    | Uruguay (bandiera)   | P     | Matías Quintana     |
|    | Uruguay (bandiera)   | D     | Juan Pablo Besón    |
|    | Uruguay (bandiera)   | C     | Fabricio Santos     |
|    | Uruguay (bandiera)   | C     | Jorge Zambrana      |
|    | Uruguay (bandiera)   | A     | José Luis Ávila     |
|    | Uruguay (bandiera)   | A     | Nicolás López       |

### Rosa 2020
Aggiornato al 15 aprile 2020
| N. |                    | Ruolo | Calciatore       |
| -- | ------------------ | ----- | ---------------- |
| 2  | Uruguay (bandiera) | D     | Rodrigo Brasesco |
| 3  | Uruguay (bandiera) | D     | Francisco Ibáñez |
| 4  | Uruguay (bandiera) | D     | Gonzalo Aguilar  |
| 5  | Uruguay (bandiera) | C     | Martín Barrios   |
| 7  | Uruguay (bandiera) | C     | Ányelo Rodríguez |
| 9  | Uruguay (bandiera) | A     | Gastón Alvite    |
| 11 | Uruguay (bandiera) | A     | Líber Quiñones   |
| 16 | Uruguay (bandiera) | D     | Gonzalo Sena     |
| 18 | Uruguay (bandiera) | C     | Gustavo Da Silva |
| 20 | Uruguay (bandiera) | A     | Lucas Ortíz      |

| N. |                    | Ruolo | Calciatore       |
| -- | ------------------ | ----- | ---------------- |
| 21 | Uruguay (bandiera) | D     | Martín Díaz      |
| 25 | Uruguay (bandiera) | P     | Camilo Rodríguez |
| 28 | Uruguay (bandiera) | D     | Norman Rodríguez |
| 29 | Uruguay (bandiera) | C     | Juan Affonso     |
| —  | Uruguay (bandiera) | P     | Matías Quintana  |
| —  | Uruguay (bandiera) | D     | Juan Pablo Besón |
| —  | Uruguay (bandiera) | C     | Fabricio Santos  |
| —  | Uruguay (bandiera) | C     | Jorge Zambrana   |
| —  | Uruguay (bandiera) | A     | José Luis Ávila  |
| —  | Uruguay (bandiera) | A     | Nicolás López    |

### Rosa 2019
| N. |                    | Ruolo | Calciatore           |
| -- | ------------------ | ----- | -------------------- |
| 1  | Uruguay (bandiera) | P     | Jorge Contreras      |
| 4  | Uruguay (bandiera) | D     | Gonzalo Aguilar      |
| 5  | Uruguay (bandiera) | D     | Ignacio Ithurralde   |
| 7  | Uruguay (bandiera) | C     | Ányelo Rodríguez     |
| 8  | Uruguay (bandiera) | C     | Pablo Caballero      |
| 9  | Uruguay (bandiera) | A     | Renzo López          |
| 10 | Uruguay (bandiera) | C     | Carlos Daniel Acosta |
| 11 | Uruguay (bandiera) | A     | Líber Quiñones       |
| 12 | Uruguay (bandiera) | P     | Diego Melián         |
| 13 | Uruguay (bandiera) | C     | Gastón Faber         |
| 15 | Uruguay (bandiera) | C     | Ernesto Dudok        |
| 19 | Uruguay (bandiera) | A     | Gabriel Fernández    |
| 21 | Uruguay (bandiera) | C     | Javier Méndez        |

| N. |                    | Ruolo | Calciatore           |
| -- | ------------------ | ----- | -------------------- |
| 21 | Uruguay (bandiera) | C     | Javier Méndez        |
| 22 | Uruguay (bandiera) | C     | Juan Pablo Rodríguez |
| 23 | Uruguay (bandiera) | C     | Leandro Ezquerra     |
| 24 | Uruguay (bandiera) | A     | Agustín Rodríguez    |
| 25 | Uruguay (bandiera) | P     | Nicolás Gentilio     |
| 26 | Uruguay (bandiera) | D     | José Aja             |
| 27 | Uruguay (bandiera) | D     | Franco Romero        |
| 28 | Uruguay (bandiera) | D     | Norman Rodríguez     |
| 32 | Uruguay (bandiera) | D     | Jesús Trindade       |
|    | Uruguay (bandiera) | D     | Rodrigo Brasesco     |
|    | Uruguay (bandiera) | C     | Matías Mirabaje      |
|    | Uruguay (bandiera) | C     | Leandro Sosa         |
|    | Uruguay (bandiera) | A     | Joel Burgueño        |